# Zorčič
Zorčič je priimek več znanih Slovencev:
- Ivo Zorčič (1938—2004), novinar, športni delavec (KK Olimpija)
- Metoda Zorčič (*1944), igralka
- Peter Zorčič (*1943), zdravnik, direktor Bolnišnice Brežice (1978-93)
- Stane Zorčič (1905—1974), sadjar in vinogradnik
- Stanislava Zorčič (*1942), zdravnica, pediatrinja